# Pojezda
Pojezda pomeni redno obiskovanje vladarja na svojih ozemljih in dajatve povezane s tem obiskom.

Pojezda je slovenski izraz za fevdalne obveznosti, ki izvirajo iz obvez ob obisku vladarja oziroma pooblaščenca, kot tudi obisk sam. Izraz so uporabljali Italijani v slovenskem Primorju, prav tako so jo sprejeli v nemščino na našem ozemlju.

## Nastanek pojezde
Pojezda je nastala v času naturalnega gospodarstva, morda že pred fevdalizmom, vendar pred tem ni dokumentirana. Izraz izvira iz jezdenja. Knezi s spremstvom oziroma njihovi pooblaščenci so redno obiskovali svoja ozemlja. Med temi obiski so urejali zadeve povezane s podložniki in jim nalagali dajatve. Hkrati so dajatve tudi pobirali in jih odvažali na vladarjev dvor. 

Podložniki (tudi svobodnjaki) so morali na kraju samem poskrbeti za vzdrževanje vladarja in njegovega spremstva. Tudi naturalne dajatve, ki so se zbirale v ta namen, so dobile ime pojezda. Pojezda se je uporabila na kraju samem in se ni pošiljala na vladarjev dvor, kot pravda, ki v fevdalizmu pomeni glavno fevdalno dajatev. V poznem fevdalizmu se je pojezda večinoma spremenila v gmotno obvezo.